# António Palolo
António Palolo (n. 1946, Évora, Alentejo Central⁠(d), Portugalia – d. 2000) a fost un artist și pictor portughez.

## Biografie
Palolo a ținut prima expoziție individuală în 1964, la 111 Gallery, Lisabona, având un mare succes. Lucrările sale timpurii au fost strâns legate de idiomul pop, amestecând elemente figurative și geometrice.
În anii șaptezeci, s-a schimbat utilizând un tip riguros de abstractizare, unde s-a apropiat mai mult ca niciodată de programul minimalist; simultan, și-a extins practica artistică în filmul experimental, prezentare artistică și videoclip.
În anii 1980, activitatea lui Palolo a urmat pentru scurt timp revenirea internațională la pictura expresionistă figurativă; iar în partea sa finală a sintetizat structura geometrică a picturii sale din anii șaptezeci cu subtilitatea culorii și texturii experimentate din anii optzeci.
În 1995 Palolo a organizat o mare expoziție retrospectivă la Centrul de Artă Modernă, Fundația Calouste Gulbenkian, Lisabona.